# Danny & the Juniors
Danny & the Juniors was een Amerikaanse doo-wop- en rock-'n-rollzanggroep uit Philadelphia. De oorspronkelijke leden van de groep waren Danny Rapp (leadzang), Dave White (tenor), Frank Maffei (tenor) en Joe Terranova (bariton). De band werd opgericht in 1955 en had eind jaren '50 en begin jaren '60 enkele hits. Hun bekendste is At the Hop uit 1957.
De vier bandleden kenden elkaar van middelbare school en traden op op schoolfeesten en andere lokale evenementen. Daar werden ze gespot door een platenproducent die hun koppelde aan een platenlabel. In 1957 namen ze het nummer Do the Bop op, onder de naam Johnny Madara and the Juvenaires. Dat nummer werd onder de aandacht gebracht van mediapersoonlijkheid Dick Clark. Die stelde voor dat de band zijn naam zou wijzigen in the Juniors en liet ze het lied opnieuw opnemen, deze keer met Danny Rapp als leadzanger. Deze versie, At the Hop, werd een lokale hit in de zomer van 1957. In december 1957 kregen ze een telefoontje van Dick Clark om op het laatste moment in te springen voor een no-show band bij het populaire tv-programma American Bandstand, en ze speelden At the Hop voor een nationaal publiek. Nadat ABC Paramount de masteropname had gekocht en in januari 1958 had uitgegeven werd het nummer een grote hit. 
Daarna volgden nog enkele hits, eerst bij ABC, later bij Clarks label Swan Records, maar dat werden geen grote hits. Na 1962 haalden ze de Amerikaanse Billboard Hot 100 niet meer . Hoewel de band een aardig aantal singles heeft uitgebracht, zijn er nooit studioalbums uitgebracht. In 1983 werd een compilatiealbum Rockin' with Danny & the Juniors uitgebracht, en later volgde meer compilatiealbums met nagenoeg dezelfde nummers.
Begin jaren '60 verliet White de groep om zich te concentreren op schrijven en produceren. Hij componeerde een aantal hits, waaronder You Don't Own Me voor Lesley Gore en 1-2-3 en Like a Baby voor Len Barry.
De rest van de band probeerde het nog bij Guyden Records, Mercury Records en Luv Records, aangevuld met Franks broer Bobby Maffei, maar nieuw succes bleef uit.
In 1983 overleed Rapp. Terry en White overleden beiden in 2019.
Frank Maffei overleed in 2025.
In 2003 werd de band opgenomen in de Vocal Group Hall of Fame.

## Singles
De band heeft met de volgende singles succes in de Billboard Hot 100 gehad:
- At the Hop (1957, nr. 1)
- Rock and Roll is Here to Stay (1958, nr. 19)
- Dottie (1958, nr. 39)
- Twistin' U.S.A. (1960, nr. 27)
- Pony Express (1961, nr. 60)
- Back to the Hop (1961, nr. 80)
- Doin' the Continental Walk (1961, nr. 93)
- Twistin' All Night Long (1962, nr. 68)
- Oo-La-La-Limbo (1962, nr. 99)

### NPO Radio 2 Top 2000
| Nummer met noteringen in de NPO Radio 2 Top 2000 | '99  | '00  |
| ------------------------------------------------ | ---- | ---- |
| At the hop                                       | 1791 | 1918 |

1. ↑  Een vetgedrukt getal geeft de hoogste notering aan.
2. ↑  Deze tabel is bijgewerkt tot en met de meest recente editie (2024).